# Jean-Louis Geymond
Jean-Louis Geymond (ur. 1966, zm. 26 grudnia 1991) – francuski judoka. Startował w Pucharze Świata w latach 1989-1991.
Złoty medalista igrzysk śródziemnomorskich w 1991. Wicemistrz wojskowych MŚ w 1986. Trzeci na ME juniorów w 1983 i 1986. Mistrz Francji w 1991 roku.